# John Millsap
John Millsap (Grambling, Luisiana, 19 de octubre de 1982) es un exjugador de baloncesto estadounidense que se desempeñaba en la posición de alero. Jugó profesionalmente durante más de una década, principalmente en equipos de Latinoamérica y en las ligas menores de su país. Tras su retirada participó en el BIG3. 

## Carrera

### Universidad
Millsap empezó su carrera universitaria en el Navarro College de Texas, donde jugó para los Bulldogs en los torneos de la NJCAA entre 2001 y 2003. 
En 2003 se transfirió a la Universidad de Texas en San Antonio, lo que le dio la posibilidad de jugar sus temporadas como júnior y súnior con los Roadrunners en la Atlantic Sun Conference de la División I de la NCAA.

### Profesional
[actualizar]
| Club                          | País                 | Año         |
| ----------------------------- | -------------------- | ----------- |
| Guangdong Southern Tigers     | China                | 2005        |
| KK Mornar Bar                 | Serbia y Montenegro  | 2006        |
| Utah Eagles                   | Estados Unidos       | 2006 - 2007 |
| Butte Daredevils              | Estados Unidos       | 2007        |
| Dodge City Legend             | Estados Unidos       | 2007        |
| Utah Flash                    | Estados Unidos       | 2007 - 2008 |
| Salt Lake City Saints         | Estados Unidos       | 2008 - 2009 |
| Bucaneros de Campeche         | México               | 2009 - 2010 |
| Caciques de Humacao           | Puerto Rico          | 2010        |
| Titanes del Distrito Nacional | República Dominicana | 2010        |
| Boca Juniors                  | Argentina            | 2010        |
| Guaros de Lara                | Venezuela            | 2011        |
| Pioneros de Quintana Roo      | México               | 2011        |
| Guaros de Lara                | Venezuela            | 2012 - 2013 |
| Plaza Valerio                 | República Dominicana | 2014        |
| Frayles de Guasave            | México               | 2014        |
| Gigantes del Estado de México | México               | 2014 - 2015 |
| Sionista                      | Argentina            | 2015        |
| Lanús                         | Argentina            | 2015 - 2016 |
| Echagüe                       | Argentina            | 2017        |
| Argentino (Junín)             | Argentina            | 2017 - 2018 |

## Vida personal
Es hermano de Abraham Millsap, Elijah Millsap y Paul Millsap, todos jugadores de baloncesto.